# Johann Günther Friedrich Cannabich

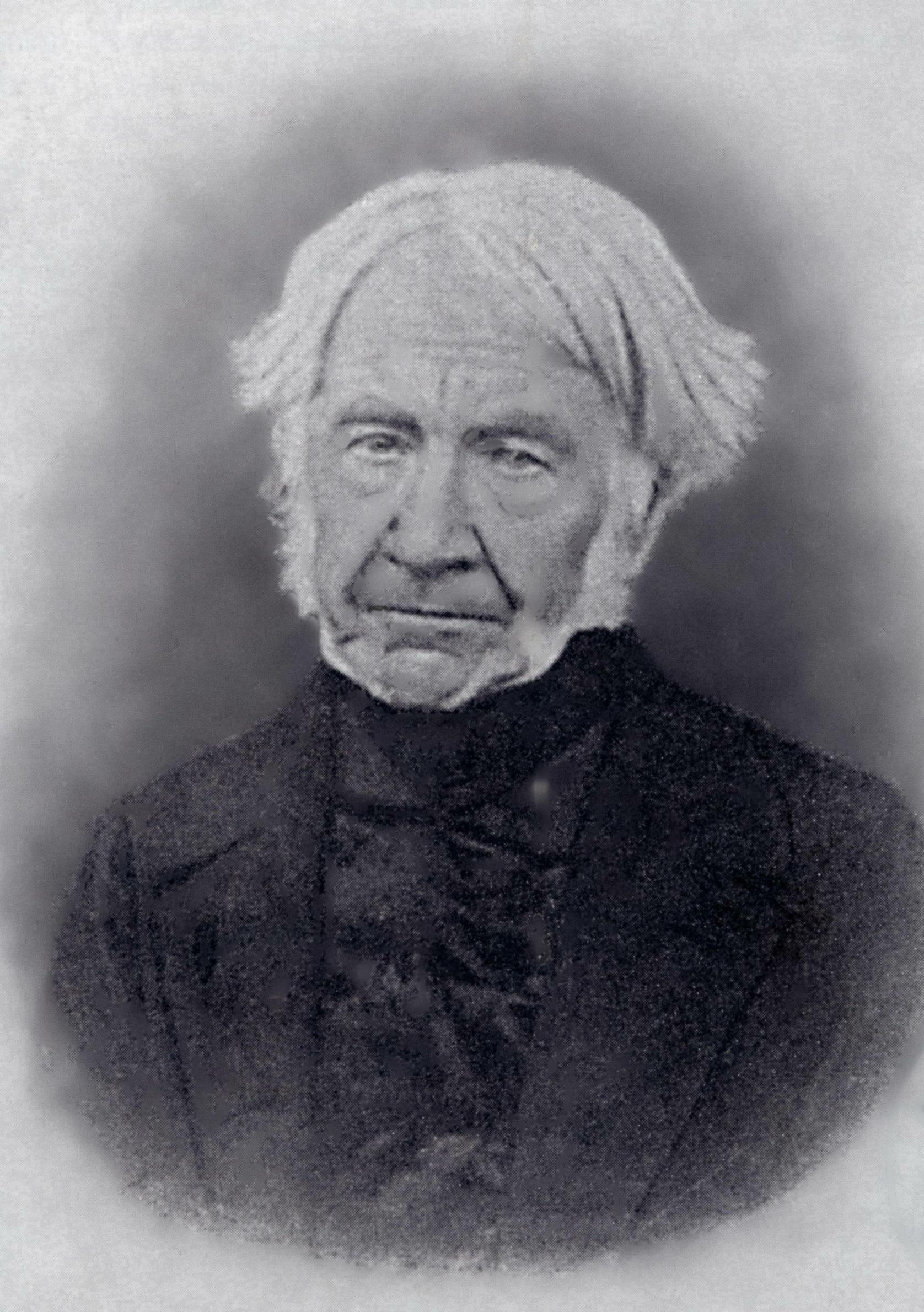
Johann Günther Friedrich Cannabich

Johann Günther Friedrich Cannabich (* 21. April 1777 in Sondershausen; † 2. März 1859 ebenda) war ein deutscher Lehrer, Pfarrer und Geograph.

## Name
Der Familienname Cannabich kommt aus Süddeutschland und Österreich. Seit dem 18. Jahrhundert ist er auch in Moskau vertreten. Etymologisch deutet „kanna“ auf Sumpf, Wasser und Moder. Die Endung „bich“ bedeutet Bach.

## Leben
Cannabich wurde als erstes von fünf Kindern geboren. Sein Vater Gottfried Christian Cannabich (1745‒1830) war Theologe. Die Mutter (1753‒1824) war eine Tochter des Frankenhäuser Oberpfarrers Johann Friedrich Manniske. Als Sohn erhielt er, wie seit Generationen in der Familie Cannabich üblich, in den ersten Schuljahren Hausunterricht. Das weltoffene Pfarrhaus und das Studium geographischer Schriften von damals bekannten Autoren – wie Büsching, Heynatz und Villaume – weckten bei Cannabich frühzeitig geographisches Interesse. Bereits im Alter von 14 Jahren verfasste er eine geographische Beschreibung Deutschlands.
In Jena begann er 1794 ein Studium der Evangelischen Theologie. Er hörte dort Johann Gottlieb Fichte und den Theologen Johann Jakob Griesbach.
Nach Abschluss des Studiums übernahm er 1797 eine Hauslehrerstelle in Düna und 1802 in Schotten am Vogelsberg. Von Düna aus erkundete er durch ausgedehnte Wanderungen Norddeutschland. Schotten war der Ausgangspunkt für seine Ausflüge in das Rheingebiet und das Elsass und nach Westfalen.
1806 erhielt er eine Berufung an die Lateinschule in Greußen. 1819 bekam er die Pfarrstelle in Niederbösa. Da das Verfassen geographischer Bücher viel Zeit in Anspruch nahm, suchte er eine Arbeitsstelle, die ihm dafür den nötigen Freiraum ließ. Er fand sie 1835 in Bendeleben als Vertreter des dortigen Pfarrers. Nach dessen Tode wurde er 1838 Inhaber der Pfarrstelle. Die Bedingungen in Bendeleben waren für seine Nebentätigkeit als Schriftsteller sehr günstig. Der Gutsbesitzer Major Johann Jacob Freiherr von Uckermann (1763–1836) wurde sein Förderer und stellte seine 9.000 Bände umfassende Bibliothek zur Verfügung. Im Alter von 71 Jahren legte Cannabich sein Amt nieder und zog 1848 nach Sondershausen. Er starb kurz vor seinem 82. Geburtstag.

## Familie
Mit einem Einkommen von 300 Talern an Geld und Naturalien war es ihm möglich, 1808 die Tochter Elisa des Steuersekretärs Müller in Schotten zu heiraten. Sie hatten sieben Kinder, von denen nur ein Sohn und eine Tochter die Eltern überlebten:
- Christian Friedrich Ludewig Carl (1809–1853), Pfarrer in Westerengel
- Christian Friedrich August Eduard (1811–1877), Oberregierungsrat, verheiratet mit Franziska geb. Hesse (1817–1845)

deren Tochter Friederike Marie (1841–1917) heiratete 1871 den Geologen und Paläontologen Heinrich Adolf von Eck
- Wilhelm August Robert (1817–1824)
- Jeanette Victoria Mathilde (1819–1884) heiratete 1844 den Pfarrer Christian Wilhelm Braune

deren Sohn Carl Eduard Oskar (1846–1925) wurde Pfarrer in Großenehrich
- Elise Albertine Auguste (1826–1845)

## Schriften
Durch den Wiener Kongress wurden 1815 neue Grenzen festgelegt. Es entstand demzufolge ein Bedarf an geografischer Literatur. Cannabich verfasste daher 1816 das Lehrbuch der Geographie nach den neuesten Friedensbestimmungen (im Verlag Bernhard Friedrich Voigt, Sondershausen). Das Werk erreichte bis 1867 18 Auflagen mit über 79 500 Exemplaren. Es wurde 1871–1875 von Friedrich Maximilian Oertel in zwei Bänden neu bearbeitet. 1818 erschien die Kleine Schulgeographie oder erster Unterricht in der Erdbeschreibung für die unteren und mittleren Klassen in 20 Auflagen mit 85.000 Exemplaren.
- Lehrbuch der Geographie nach den neuesten Friedensbestimmungen. 8., berichtigte und vermehrte Auflage. Sondershausen 1821. Digitalisat.
- Bearbeiter des Vollständigen Handbuchs der Erdbeschreibung, 23 Bände. Weimar 1819–1827
- Verfasser des 6. und 23. Bandes der Neuesten Länder- und Völkerkunde. Weimar 1821 und 1827
- mit Georg Hassel: Vollständige und neueste Erdbeschreibung vom Reiche Mexico, Guatemala und Westindien. Weimar 1824
- Statistisch-geographische Beschreibung des Königreichs Preußen, 6 Bände. Dresden 1827/28;  neue Ausgabe 1835
- Statistisch-geographische Beschreibung des Königreichs Würtemberg, 2 Bände. Dresden 1828
- Neuestes Gemälde des europäischen Rußlands und des Königreichs Polen. In zwei Theilen. Erster Theil. Wien 1833. Digitalisat.
- Neuestes Gemälde des europäischen Rußlands und des Königreichs Polen. Mit einem Abriß des Freistaats Krakau. Zweiter Theil. Wien 1833. Digitalisat.
- Neuestes Gemälde von Frankreich. Wien 1834. Erster Band und Zweiter Band.
- Hülfsbuch beim Unterrichte in der Geographie für Lehrer, die sich meiner oder auch anderer Lehrbücher bedienen. 3 Bände. Eisleben 1833–1838; Zweite vermehrte und verbesserte Auflage. 1. Band 1838, 2. Band 1840, 3. Band 1840.
- Schlez’ Kurze Darstellung der Länder- und Völkerkunde, völlige Überarbeitung. Gießen 1843
- Leitfaden zum methodischen Unterricht in der Geographie oder erster geographischer Kursus zum Gebrauch in den untersten Klassen der Gymnasien und für Bürgerschulen. Eisleben 1830

## Ehrungen
Im Januar 1845 wurde Cannabich zum Konsistorial-Assessor ernannt. Mit dem Titel war jedoch keine Funktion verbunden.
Das Sondershäuser Museumskränzchen stiftete im November 1920 eine Gedenktafel für Cannabichs Geburtshaus (Pfarrstraße 3), die sich noch heute dort befindet. Die Tafel wurde vom Sondershäuser Kunstmaler Ernst Schedensack (1865–1925) gestaltet und in der Wiedaer Hütte gegossen. Sie zeigt unter einer Empire-Girlande über einem Globus die Inschrift:
In diesem Hause | wurde der Geograph | JOHANN GÜNTHER FRIEDR. CANNABICH | am 21. April 1777 geboren
Die frühere Goethestraße in Sondershausen trägt seit dem Jahre 2000 seinen Namen.

## Nachweise
1. ↑  Todesanzeige in Fürstlich Schwarzb. Regierungs- und Intelligenz-Blatt vom 5. März 1859, S. 109.
2. ↑  Geburts- und Todesdaten nach der Todesanzeige und sämtlichen sonstigen Überlieferungen, einschließlich der Angaben auf seinem Grab, vgl. Döring 1920. Abweichend davon geben die Kirchenbücher von St. Trinitatis in Sondershausen (abgebildet bei Köhler und May) den 22. April 1777 und den 3. März 1859 an.
3. ↑  Eingeschrieben am 21. Oktober 1794 (Matrikel der Universität Jena 1764‒1801, S. 133v).
4. ↑  Vgl. Keyser S. 39.
5. ↑    - 1. März 1791, † 6. März 1868. Todesanzeige und Standesamtsangabe in Der Deutsche. Sondershäuser Zeitung 1868 Nr. 30 und 32.
6. ↑  Fürstlich Schwarzb. Regierungs- und Intelligenz-Blatt vom 25. Januar 1845, S. 37.
7. ↑  Döring 1920. Die Kosten der Anbringung trug die Stadt (Der Deutsche 1920 Nr. 261).

| Personendaten    | Personendaten                            |
| ---------------- | ---------------------------------------- |
| NAME             | Cannabich, Johann Günther Friedrich      |
| KURZBESCHREIBUNG | deutscher Geograph, Pfarrer und Pädagoge |
| GEBURTSDATUM     | 21. April 1777                           |
| GEBURTSORT       | Sondershausen                            |
| STERBEDATUM      | 2. März 1859                             |
| STERBEORT        | Sondershausen                            |